# Вус Дмитро Іванович
Дмитро Іванович Вус (біл. Дзьмітры Іванавіч Вус; нар. 10 червня 1971, Мінськ) — білоруський політик, кандидат на посаду президента Республіки Білорусь на виборах 2010 року.

## Біографія
Народився 10 червня 1971 року в Мінську. Закінчив Гродненський університет за спеціальністю «Правознавство». Працював робітником на заводі «Інтеграл», будівельником, займався дрібним бізнесом.
У 1992 році став директором видавництва ТДА «Тривіум», яке видає більшість білоруських атласів та мап. У 1999–2003 роках був депутатом Мінської міської ради. У 2003 та 2006 роках також пробував балотуватися, але не був зареєстрований як кандидат. У 2010 році брав участь у виборах до місцевої Ради депутатів, але програв, набравши 38% голосів (за даними виборчої комісії).
26 травня 2011 року засуджений на 5 років позбавлення волі в колонії суворого режиму. 1 жовтня 2011 року вийшов на волю після помилування.

## Сім'я
Одружений, має сина 1996 року народження.